# قمة الأمن النووي 2014
عقد مؤتمر الأمن النووي لعام 2014 في لاهاي، هولندا، في يومي 24 و25 مارس 2014. كانت تلك الدورة الثالثة للمؤتمر التي خلفت قمة الأمن النووي لعام 2012. حضر مؤتمر القمة لعام 2014 58 من قادة العالم (5 منهم من منظمات مراقبة دولية)، ونحو 5000 مندوبًا و3000 صحفي. كان الرئيس الأمريكي باراك أوباما ونظيره الصيني شي جين بينغ من بين الحاضرين في القمة.
كان الهدف الرئيسي للمؤتمر بوجه عام هو تحسين التعاون الدولي، وبصفة خاصة تقييم أي من الأهداف التي حددت في مؤتمرات القمة السابقة في واشنطن العاصمة وسول لم يتم تحقيقه خلال السنوات الأربع الماضية واقتراح سبل لتحقيقها.
هدفت قمة الأمن النووي إلى مكافحة الإرهاب النووي من خلال:
- تخفيض كمية المواد النووية الخطرة في العالم، خصوصًا اليورانيوم عالي التخصيب.
- تحسين أمن جميع المواد النووية والمصادر المشعة.
- تحسين التعاون الدولي.

اهتمت البلدان المشاركة باقتياد الموضوع الأمني إلى مستوىً أعلى. أمكنها القيام بذلك من خلال تقديم «سلة من الهدايا»، التي تمثل مبادرة إضافية يمكن أن تمثل نموذجًا يحتذى به في جانب أمني معين (شريطة دعم بلدان أخرى لها). إذ إن هولندا، مثلًا، ما فتئت تطور سلة هدايا تساهم في تحسين الخبرة والتعاون (الدولي) في مجال العلوم الجنائية النووية بمساعدة معهد العلم الجنائي الهولندي.
رغم تشكيل الحد من الإرهاب النووي وتخفيض الإمدادات النووية وتأمينها الموضوع الرئيسي للقمة، إلا أن الأزمة الأوكرانية طغت على المحادثات التي جرت. شكل الحدث خلفية اجتماع طارئ لقادة مجموعة الدول السبع حول ضم روسيا لشبه جزيرة القرم في أوائل مارس 2014. لم يحضر الرئيس الروسي فلاديمير بوتين الاجتماع، بل أرسل عوضًا عنه وزير الخارجية سيرغي لافروف، الذي كان من المتوقع أن يجري محادثات مع وزير الخارجية الأمريكي جون كيري وروز غوتيمولر، نائبة وزير الخارجية الأمريكية لشؤون الحد من التسلح والأمن الدولي. كان من أبرز الغائبين عن القمة كوريا الشمالية وإيران، اللتان استبعدتا بالإجماع.

## خلفية
ويمكن استخدام كل من اليورانيوم والبلوتونيوم عالي التخصيب لتصنيع أسلحة نووية. غير أن اليورانيوم عالي التخصيب يستخدم أيضًا في المفاعلات التجريبية إنتاج النظائر الطبية. تستخدم بعض البلدان البلوتونيوم وقودًا لمحطات الطاقة النووية. هدف القادة المجتمعون في قمة الأمن النووي إلى التقليل إلى أدنى حد من استخدام هذه المواد، والكمية المخزنة منها، ومواقع تخزينها، مع مراعاة الاستخدامات التي يفترض كونها مفيدة للبشرية.
خلال السنوات الأربع التي انقضت منذ مؤتمر قمة واشنطن للأمن النووي في مارس 20010، اتخذت البلدان المشاركة في قمة الأمن النووي خطوات لتحقيق هذا الهدف على النحو المبين في تقاريرها المرحلية الوطنية.
تستخدم المواد النووية وغيرها من المواد المشعة على نطاق واسع في المستشفيات، والصناعة، والجامعات. بعض تلك الأماكن الحاوية على مواد مشعة مفتوحة أمام العامة. يمثل التأمين الأفضل لهذه المواد أحد الأهداف الرئيسية لاجتماعات قمة الأمن النووي. فضلًا عن تحسين موضوع السلامة البدنية، فإن تحسين تقديم المعلومات الحساسية يساعد أيضًا على تقليل احتمال وقوع عمل إرهابي باستخدام مواد إشعاعية أو نووية، مثل القنبلة الإشعاعية.
من شأن تركيب معدات الكشف عن الإشعاع زيادة احتمالية القبض على الأشخاص عند تهريبهم مواد مشعة، وهذا من شأنه التقليل من احتمالية محاولة الأشخاص الحصول على المواد في المقام الأول. أبلغ المشاركون في قمة الأمن النووي عن إحراز تقدم في هذه المجالات.

## النتائج المبلغ عنها
وفقًا للتقارير المرحلية الوطنية المقدمة من الدول المشاركة، فإن 26 بلدًا من أصل 28 من بلدان مؤتمر قمة الأمن النووي التي امتلكت على الأقل كيلوغرامًا واحدًا من اليورانيوم عالي التخصيب وقت انعقاد مؤتمر قمة واشنطن، أشارت إلى اتخاذها إجراءات للحد من كمية المواد النووية الخطرة. منذ انعقاد قمة سول، تم تقليل خصوبة ما لا يقل عن طنًا متريًا من اليورانيوم عالي التخصيب إلى يورانيوم منخفض التخصيب، وهو ما استخدم لاحقًا وقودًا لمحطات الطاقة النووية يعادل ذلك ما يقرب من سلاح نووي.
منذ عام 2009، أزال 12 بلدًا (أوكرانيا، وتركيا، ورومانيا، وتشيلي، وصربيا، وفييتنام، وليبيا، والمكسيك، والنمسا، وهنغاريا) جميع كميات اليورانيوم العالي التخصيب من أراضيها. أفادت 15 بلدًا من بلدان مؤتمر قمة الأمن النووي بأنها عملت على تقليل خصوبة اليورانيوم لديها أو أنها في طور فعل ذلك. ساندت بعض البلدان دولًا أخرى في الجهود الرامية إلى إعادة اليورانيوم أو البلوتونيوم العالي التخصيب إلى حالة أقل خصوبة.
خلال القمة، وقت 13 دولة على البيان المشترك الخالي من اليورانيوم العالي التخصيب. شددوا على أهمية خفض اليورانيوم عالي التخصيب إلى أدنى حد، ودعوا جميع البلدان القادرة على ذلك إلى إزالة جميع كميات اليورانيوم عالي التخصيب من أراضيها قبل انعقاد مؤتمر قمة الأمن النووي في عام 2016.
حولت 17 من البلدان، أو هي بصدد تحويل، ما لا يقل عن 32 مفاعلًا من مفاعلات البحوث الخاصة بها لمرافق إنتاج النظائر الطبية. ساعدت بلدان قمة الأمن النووي بلدانًا أخرى في تحويل مفاعلاتها. أفادت تسعة بلدان بأنها تقوم بإجراء بحوث وتطوير تقنيات تستخدم اليورانيوم منخفض التخصيب عوضًا عن اليورانيوم عالي التخصيب.
ذكرت جميع بلدان مؤتمر قمة الأمن النووي تقريبًا قيامها، سابقًا أو حاليًا، بتحديث أو تنقيح التشريعات المتعلقة بالأمن النووي، مثل التشريعات المتعلقة بالحماية البدنية، والنقل والتعامل مع المصادر المشعة، وذلك امتثالًا للمبادئ التوجيهية وأفضل الممارسات العالمية.
في القمة، أيد 30 بلدًا وضع مجموعة أدوات وطنية لتنفيذ التشريعات المتعلقة بالأمن النووي يمكن للبلدان استخدامها كوحدات أساسية لإدماج مختلف المبادئ التوجيهية في اللوائح الوطنية الملزمة.

## نتائج القمة

### تسوية المواد النووية اليابانية
رحبت اليابان بافتتاح القمة وتعهدت بموافقتها على نقل جزء (صغير نسبيًا) من موادها النووية إلى الولايات المتحدة: أكثر من 700 رطل من البلوتونيوم الذي يمكن استخدامه في صنع الأسلحة وكمية كبيرة من اليورانيوم عالي التخصيب، وهو مخزون بحثي يعود إلى عقود ويعتقد أنه ذو منشأ أمريكي وبريطاني، يقال إنه كبير بما يكفي «لصناعة عشرات الأسلحة النووية»، حسب مسؤولين أمريكيين ويابانيين. لم تعلن كمية اليورانيوم عالي التخصيب، إلا أن الصحافة قدرته بنحو 450 رطلًا.
اعتبر ذلك الإعلان أكبر نجاح في حملة الرئيس أوباما التي استمرت خمس سنوات وهدفت إلى تأمين المواد الأكثر خطورة. منذ بدء اجتماعاته مع زعماء العالم، أفرغت 13 دولة جعبتها من المواد النووية وحسنت الكثير من الإجراءات الأمنية حول مخازنها لمنع سرقتها من جانب الإرهابيين المحتملين.
لسنوات، لم تكن مخزونات اليابان من المواد الصالحة لصنع الأسلحة موضع سرية، لكنها جمعت انتقادات تجاه أمن مخزونها، واستشهدت إيران بمخزونات اليابان من المواد الجاهزة لتصنيع القنابل «كدليل على ازدواجية المعايير» في التعامل مع الدول التي يمكن الوثوق بها. في شهر فبراير 2014، بدأت الصين في إدانة الذخيرة اليابانية، في تحذير واضح من أن تحولًا قوميًا في السياسة اليابانية قد يؤدي إلى سعي اليابان إلى امتلاك أسلحة خاصة بها.